# Мартинівський Тимофій Іванович

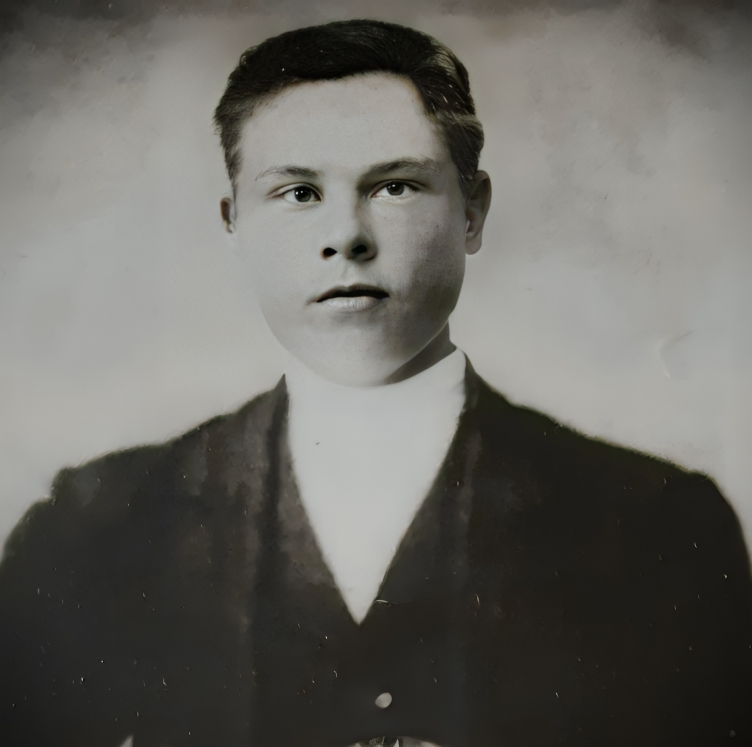
Мартинівський Тимофій Іванович

МАРТИНІВСЬКИЙ Тимофій Іванович (20 січня (1 лютого) 1898, с. Братчикова Гребля Таращанського повіту Київської губернії, нині с. Станіславчик Ставищенської селищної ради Білоцерківського району Київської області — 12 вересня 1922, Київ) — повстанський отаман.

## Біографія
Навчався в церковно-парафіяльній школі (за деякими даними — в гімназії).
1918 року брав участь в антигетьманському повстанні. У серпні 1920 року доєднався зі своїм загоном до загону Дмитра Цвітковського. У липні 1921 року виступив проти більшовиків, діяв у Звенигородському, Таращанському та Білоцерківському повітах. Згодом прийняв більшовицьку амністію. Працюючи в Таращанському ДПУ, підтримував зв’язок зі своїм загоном.
11 березня 1922 року заарештований у справі 8-го Повстанського району, засуджений до розстрілу.
Реабілітований 29 грудня 2000 року.